# 弗爾代亞鄉
45°44′20″N 22°09′37″E / 45.7389°N 22.1603°E
弗爾代亞鄉（羅馬尼亞語：Comuna Fârdea, Timiș），是羅馬尼亞的鄉份，位於該國西部，由蒂米什縣負責管轄，面積131平方公里，海拔高度206米，2002年人口1,816，人口密度每平方公里14人。